# The Journey's End (film)
The Journey's End er en amerikansk stumfilm fra 1921 instrueret af Hugo Ballin.

## Medvirkende
- Mabel Ballin
- George Bancroft
- Wyndham Standing
- Georgette Bancroft
- John T. Dillon